# سانفورد جولد
سانفورد جولد (بالإنجليزية: Sanford Gold)‏ هو عازف جاز وعازف بيانو أمريكي، ولد في 9 يونيو 1911 في كليفلاند في الولايات المتحدة، وتوفي في 29 مايو 1984 في ماساتشوستس في الولايات المتحدة.

## وصلات خارجية
- سانفورد جولد على موقع ميوزك برينز (الإنجليزية)
- سانفورد جولد على موقع أول ميوزيك (الإنجليزية)
- سانفورد جولد على موقع ديسكوغز (الإنجليزية)